# Chimay
Chimay é uma cidade e um município francófono da Bélgica localizado no arrondissement de Thuin, província de Hainaut, região da Valônia.
A cidade, apesar de pequena, ficou muito conhecida devido aos deliciosos queijos e cervejas de Chimay fabricados desde 1862 por monges trapistas na Abadia de Scourmount.